# Салан
Салан (у неким изворима и Залан) је био бугарски војвода, који је владао на територији данашње Војводине у деветом веку. Салан је владао подручјем између Дунава и Тисе (данашња Бачка), а резиденција му се налазила у граду Тителу.

## Историја
Салан је био потомак Великог Кеана, бугарског владара, који је освојио територију између Дунава и Тисе. Угарски хроничар Анонимус пише да је Кеан, велики војвода Бугарске, био Саланов прадеда. Према Анонимусу, Кеан је освојио земљу која лежи између Дунава и Тисе и ту је населио Словене и Бугаре.
После 896. године, Салан је ратовао против Мађара, који су се тада доселили у Панонску низију. Бугарски цар Симеон је дошао у помоћ војводи Салану, а и византијски цар је послао помоћне трупе против Мађара. Мађари су победили Бугаре и Византинце на почетку десетог века, а тиме и Саланова војводина пада под мађарску власт.

## Титула
У литератури се Салан најчешће помиње као војвода или кнез. У својој „Историји Срба у Војводини“, Алекса Ивић га назива словенским краљем, а писац „Историје Новог Сада“, Мелхиор Ердујхељи, назива га везиром.